# Торт Принц-Регента
Торт Принц-Регента (нім. Prinzregententorte; Німецька: [ˈpʁɪnts.ʁeˌɡɛntənˌtɔʁtə]) — баварський торт, що складається щонайменше з шести, зазвичай семи, тонких бісквітних шарів, прокладених шоколадним масляним кремом. Зовнішня частина вкрита глазур'ю з темного шоколаду. Prinzregententorte дуже популярний у Баварії, Німеччина, і доступний у кондитерських цілий рік.

## Походження
Торт названий на честь Луїтпольда, принца-регента Баварії з 1886 року. Точне походження торта залишається предметом суперечок; серед тих, хто стверджував, що його творцями є кухар принца-регента Йоганн Роттенгоффер, пекар Антон Зайдль і пекарська фірма Генріха Георга Ербсхойзера.
Спочатку Prinzregententorte мав вісім шарів як торта, так і крему, щоб представити вісім районів, які колись були у Баварському королівстві. Оскільки один із цих регіонів, Пфальц, був відокремлений від Баварії та об'єднаний із навколишніми землями, щоб утворити нову федеральну землю Рейнланд-Пфальц, американським військовим урядом після Другої світової війни, що пізніше підтвердили місцеві жителі на плебісциті, подвійних шарів згодом було скорочено до семи.

## Рецепт

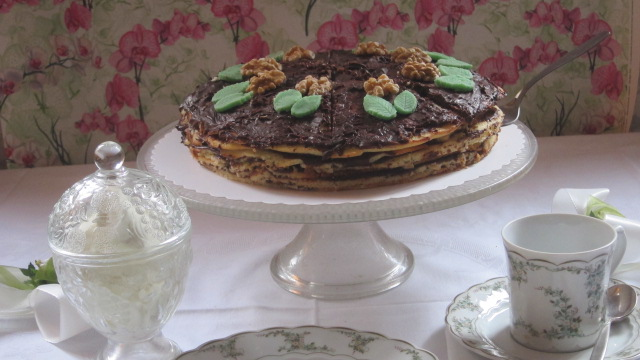
Цілий Prinzregententtorte

Як правило, торт складається з дуже тонких бісквітних шарів, кожен приблизно 25 см (9.8 дюймів) в діаметрі, з шоколадним масляним кремом з кожного сторони. На самий верхній шар можна додати абрикосовий джем, а весь торт вкрити чорним шоколадом.

## У масовій культурі
Цей торт з'явився в 5 серії 12 сезону шоу «Великий Пекарський Турнір» як технічне завдання.